# Roisel
Roisel é uma comuna francesa na região administrativa de Altos da França, no departamento de Somme. Estende-se por uma área de 10,16 km². Em 2010 a comuna tinha 1 623 habitantes (densidade: 159,7 hab./km²).